# Elecciones generales de Curazao de 1995
Elecciones generales tuvieron lugar en Curazao en 1995 para elegir a los miembros del Consejo de la Isla.

## Resultados
| Partido                                          | Votos  | %     | Escaños | +/–   |
| ------------------------------------------------ | ------ | ----- | ------- | ----- |
| Partido Antiá Restrukturá (PAR)                  | 24 055 | 34,18 | 8       | Nuevo |
| Movishon Antia Nobo (MAN)                        | 19 561 | 27,79 | 6       | +3    |
| Partido Nashonal di Pueblo (PNP)                 | 11 906 | 16,92 | 4       | –6    |
| Partido Frente Obrero Liberashon 30 Di Mei (FOL) | 6 841  | 9,72  | 2       | –3    |
| Democratische Partij (DP)                        | 4 654  | 6,61  | 1       | –1    |
| Soshal Independiente (SI)                        | 1 719  | 2,44  | 0       | 0     |
| Nos Patria                                       | 1 649  | 2,34  | 0       | –1    |
| Votos en blanco/nulos                            |        | –     | –       | –     |
| Total                                            | 70 385 | 100   | 21      | 0     |
| Electores registrados/participación              |        |       | –       | –     |
| Source: Hoofdstembureau                          |        |       |         |       |